# Rally Championship Xtreme
Rally Championship Xtreme es un videojuego de carreras de rally desarrollado por Warthog Games y publicado por Actualize (anteriormente conocido como Europress) que forma parte de la serie Rally Championship y una secuela de Mobil 1 Rally Championship (1999). El juego fue lanzado para Windows el 2 de noviembre de 2001. Cuenta con 27 autos y 24 pistas de todo el mundo. Una secuela, Rally Championship, fue lanzada en 2002.

## Recepción
Gamezilla dio una crítica positiva, pero criticó el rendimiento técnico diciendo que "sospecho que con una tarjeta de video y una procesador mucho más rápido de lo recomendado, este juego sería verdaderamente de clase mundial".